# Ich, Caesar. 10 ½ Jahre alt, 1,39 Meter groß
Der Kinderfilm Ich, Caesar. 10 ½ Jahre alt, 1,39 Meter groß ist eine französische Filmkomödie aus dem Jahr 2003.

## Handlung
Caesar Klein ist 10 ½ Jahre alt und 1 Meter 39 groß. Er ist schüchtern und hat fünf Kilogramm Übergewicht. Das genaue Gegenteil davon ist sein bester Freund Morgan, der groß und mutig ist. Morgan kennt allerdings seinen Vater nicht, zudem sind beide Jungs in Sarah, das hübscheste Mädchen auf der Schule, verliebt. Caesar tut alles, um Sarah zu gefallen.
Da die Polizei bei Familie Klein war, um nach den Geschäften des verstorbenen Partners von Caesars Vater zu fragen, vermutet Caesar, dass sein Vater ins Gefängnis musste, als dieser plötzlich abgereist ist. Als er dies in der Schule erzählt, halten ihn alle Kinder für besonders „cool“. Daraufhin verbessern sich auch seine Noten. Als sein Vater wieder auftaucht, wird der Irrtum aufgedeckt, und Caesar wird in der Schule noch mehr gemieden als zuvor.
Morgan fasst den Entschluss, seinen Vater in England zu suchen. Sarah und Caesar begleiten ihn. Mit Hilfe der französischen Restaurantbesitzerin Gloria gelingt es ihnen dann auch, Morgans Vater zu finden. Während der abenteuerlichen Suche kann Caesar beweisen, wie mutig er ist, und so verliebt sich Sarah schließlich in ihn.

## Zusammenfassung

### Aufbau
Wie tvtv.de hervorhebt, ist der Film in epischer Erzählform mit Caesar als Ich-Erzähler aufgebaut. Dieser erzählt die Handlung aus seiner fröhlichen und doch nachdenklichen Perspektive. Zudem hält der Film Erwachsenen einen Spiegel vor, der sie nicht im besten Licht erscheinen lässt.
Die emotionale Verfassung des Hauptdarstellers Caesar wird an einigen Stellen im Film durch recht ungewöhnliche Bilder und Übergänge verdeutlicht. So beginnt der Film mit der Beerdigung des Geschäftspartners von Caesars Vater. Als es zu regnen beginnt, spannen nach und nach alle Leute ihre schwarzen Regenschirme auf, was aus der Luftperspektive gezeigt wird. Aus der Menge der schwarzen Schirme sticht ein bunter Schirm hervor, der zuletzt aufgespannt wird. Dieser verschmilzt zu einer dunklen Masse, die zu einem Toilettenbecken wird, in das Caesar hineinpinkelt.

### Personen
Caesar versucht auf seine Art, die Welt der Erwachsenen zu durchschauen. Diese erklären ihm nie etwas richtig und sind mit ihren eigenen Problemen beschäftigt. Dazu kommen dann noch seine eigenen Probleme, die er als Heranwachsender mit seiner Persönlichkeitsentwicklung und der ersten Liebe hat.
Morgan ist – so scheint es zumindest – der geborene Gewinnertyp. Er ist groß, mutig und beliebt. Doch bei der Suche nach seinem Vater zeigt sich, dass auch er verletzbar ist.
Sarah merkt recht schnell, welchen Einfluss sie auf Jungs hat, und nutzt dies zunächst auch aus. Sie fühlt sich von Morgan zunächst mehr angezogen, erkennt dann aber die Charakterstärken von Caesar.

## Kritiken
David Nusair bezeichnet den Film als eine Art Die fabelhafte Welt der Amélie für Heranwachsende. Der Film würde zwischen Drama und Komödie meisterhaft Balance halten. Amerikanische Eltern könnten allerdings irritiert sein, da Caesar einen Hang zu Kraftausdrücken hat.

## Festivals
Ich, Caesar. 10 ½ Jahre alt, 1,39 Meter groß nahm 2006 am 7. und 2010 am 11. französischen Jugendfilmfestival Cinéfête teil.